# Carl von Ledebur (Theaterintendant)

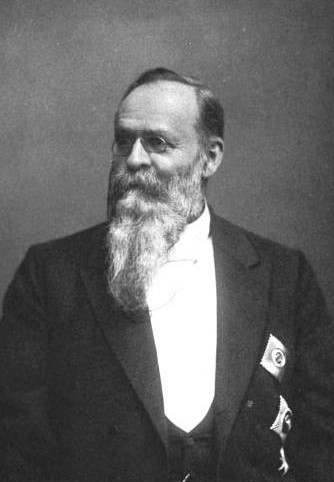
Carl Freiherr von Ledebur (1908)

Carl Wilhelm Ferdinand Heinrich Freiherr von Ledebur, auch Karl (* 13. Februar 1840 in Berlin; † 4. November 1913 in Schwerin) war ein deutscher Theaterintendant.

## Leben

### Herkunft
Carl von Ledebur entstammte dem alten westfälischen Adelsgeschlecht von Ledebur und war Sohn des gleichnamigen Offiziers und Schriftstellers Carl von Ledebur und seiner Frau Sophie, geb. von Löschebrandt (1807–1888).

### Werdegang
Er wurde im preußischen Kadettencorps erzogen, schlug zunächst ebenfalls die Offizierslaufbahn ein und trat am 8. Mai 1858 als Fähnrich in das 2. Garde-Regiment zu Fuß ein. Karl Frhr. v. Ledebur II (zur Unterscheidung von seinem Vater) erhielt hier am 13. Oktober 1859 seine Bestallung als Sekondeleutnant. Am 1. Juli 1860 wurde er zum 3. Garde-Ulanen-Regiment versetzt und erhielt am 30. Oktober 1866 seine Beförderung zum Premierleutnant.
Ledebur, der auch als Komponist verschiedener Lieder und Märsche in Erscheinung trat, wurde Anfang Mai 1869 zum Intendanten des Hoftheaters in Wiesbaden berufen. Zunächst aus dem Offiziersdienst beurlaubt, wurde ihm dafür am 18. Juni 1870 der Abschied bewilligt.
Mit Ausbruch des Deutsch-Französischen Kriegs wurde er jedoch kurz darauf reaktiviert und Leutnant im Infanterie-Regiment „Graf Tauentzien von Wittenberg“ (3. Brandenburgisches) Nr. 20. Nach Ende des Krieges zog er nach Leipzig, wo er studierte und zugleich Direktor der Genossenschaft dramatischer Autoren und Komponisten wurde.  Wiederum beurlaubt, wurde ihm am 12. März 1874 endgültig mit Pension nebst Aussicht auf Anstellung im Civildienst sein Abschied gewährt.
Von 1874 bis 1882 war er neun Jahre lang als Theaterdirektor in Riga tätig. 

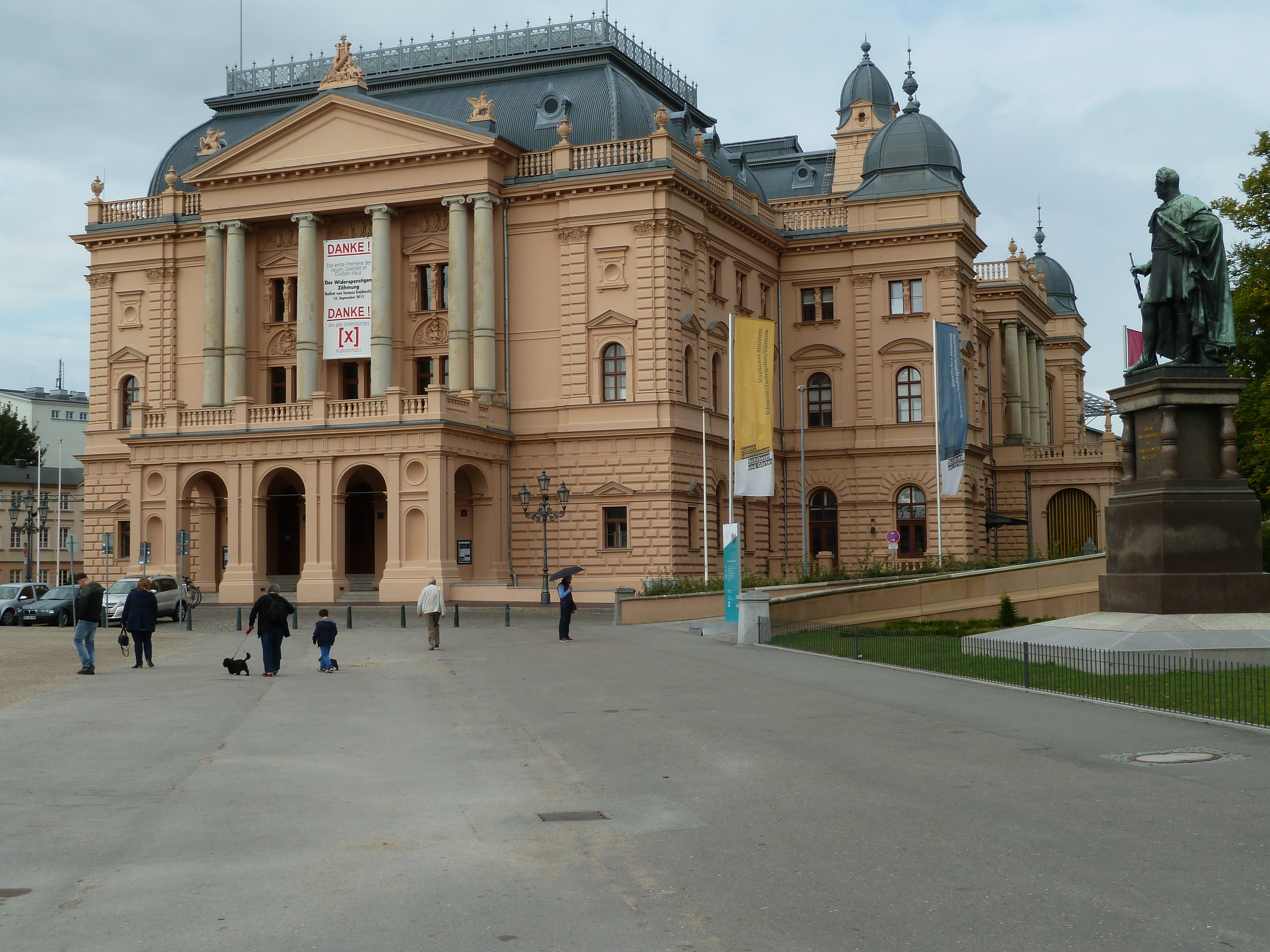
Theater in Schwerin

Von 1883 bis zu seinem Tod 1913 war er als Nachfolger von Alfred von Wolzogen Generalintendant des großherzoglichen Hoftheaters Schwerin sowie der Hofkapelle; während seiner Amtszeit wurde 1886 der Theater-Neubau am Alten Garten eröffnet. 
Ledebur pflegte das Werk Richard Wagners mit Schweriner Erstaufführungen von Götterdämmerung, Rheingold und Tristan und Isolde. Am 6. Januar 1893 führte er Tschaikowskis Oper Jolanthe in Schwerin auf, drei Tage nach der deutschen Erstaufführung in Hamburg und nur 19 Tage nach ihrer Uraufführung in St. Petersburg.
1899 kam er mit dem Ensemble für ein Gastspiel nach Berlin und 1908 nach Prag.
Seit 1885 war er Mitglied des Vereins für mecklenburgische Geschichte und Altertumskunde. 1905 war er Vizepräsident des Deutschen Bühnenvereins.

### Familie
Er war seit dem 10. November 1865 verheiratet mit Elisabeth, geb. von Hobe (* 20. Mai 1842 in Dyrotz (Wustermark)), einer Tochter des preußischen Landrats August von Hobe aus dessen dritter Ehe mit Marie Luise du Titre; sie starb jedoch schon am 25. August 1866. Dieser ersten Ehe entstammte der Sohn Arthur von Ledebur (1866–1945), der ebenfalls Offizier wurde und zuletzt Generalmajor war.
Seit dem 14. Juli 1874 war er in zweiter Ehe verheiratet mit der Schauspielerin Josephine, geb. Birnbaum (* 13. Juni 1842 in Kassel; † 28. September 1907 in Schwerin). Sie war von 1858 bis 1860 Jugendliche Liebhaberin am Hoftheater in Stuttgart; wirkte 1860–1864 in Prag, dann in Berlin und Hamburg, von 1867 bis 1870 in Graz und von 1870 bis 1874 in Leipzig. Der zweiten Ehe entstammten die Töchter Margaretha (* 1876 in Riga) und Elsa (* 1877 in Riga). 
Die Familie lebte in Ostorf in der Villa Freya.

## Auszeichnungen
- Großherzoglich mecklenburg-schwerinscher Kammerherr
- Ehrenmitglied der Genossenschaft Deutscher Bühnen-Angehöriger[7]
- Hausorden der Wendischen Krone, Großkreuz[8]
- Gedächtnismedaille Friedrich Franz III.
- Eisernes Kreuz (1870), 2. Klasse (11. Oktober 1870)
- Königlicher Kronen-Orden (Preußen), 1. Klasse
- Roter Adlerorden, 3. Klasse
- Johanniterorden, Rechtsritter (26. Juni 1900)[9]
- Reußisches Ehrenkreuz, 1. Klasse mit der Krone
- Orden vom Heiligen Michael (Bayern-Kurköln), 1. Klasse
- Hausorden vom Weißen Falken, 2. Klasse mit Stern
- Hausorden Albrechts des Bären, Ritter
- Orden Heinrichs des Löwen, Komtur 2. Klasse
- Herzoglich Sachsen-Ernestinischer Hausorden, Komtur 1. Klasse
- Albrechts-Orden, Komtur 1. Klasse
- Oldenburgischer Haus- und Verdienstorden des Herzogs Peter Friedrich Ludwig, Großkreuz
- Franz-Joseph-Orden, Komturkreuz mit Stern
- Dannebrogorden, Kommandeur 1. Klasse
- Orden von Oranien-Nassau, Großoffizierskreuz
- Orden der Krone von Rumänien, Kommandeur
- Bene Merenti-Medaille in Gold (Rumänien)
- Weißer Elefantenorden, 2. Klasse
- Orden des Brustbildes von Bolivar
- Großherzoglich Sächsische Ehejubiläumsmedialle in Gold
- Kriegsdenkmünze für die Feldzüge 1870–71 (Deutsches Reich)

## Schriften
- (Hrsg.) König Friedrich I. von Preußen. Beiträge zur Geschichte eines Hofes, sowie der Wissenschaften, Künste und Staatsverwaltung jener Zeit. Leipzig 1878 (nach Notizen seines Vaters) (Digitalisat)
- Aus meinem Tagebuch. Ein Beitrag zur Geschichte des Schweriner Hoftheaters 1883-1897.  Schwerin: Herberger 1897 (Digitalisat)